# Zürichs internationella flygplats
Zürichs internationella flygplats (tyska: Flughafen Zürich, engelska: Zürich Airport) (IATA: ZRH, ICAO: LSZH) är Zürichs internationella flygplats och ligger i kommunen Kloten, i kantonen Zürich. Flygplatsen är Schweiz största och centrum för Swiss International Air Lines och Edelweiss Air. 2019 hade flygplatsen 31 538 236 resenärer fördelade på 275 396 avgångar. Flygplatsen består av Terminal A, B och E. Till Terminal E går Skymetro.
Under terminalerna finns en järnvägsstation (Zürich Flughafen) med bl.a. Zürichs pendeltåg. Järnvägsstationen förbinder flygplatsen med många andra schweiziska städer, bland annat Winterthur, Bern, Basel och Luzern. Genom att byta tåg på Zürich HB kan man nå andra delar av i Schweiz inom fem timmar. Till flygplatsen ansluter även Zürichs spårväg.

## Flygbolag
Flygbolagen som trafikerar Zürich och Sverige:
- Swiss International Air Lines (Göteborg) (Stockholm)
- SAS Sverige (Stockholm)

Flygplatsen är en Hub för Swiss International Air Lines samt Edelweiss Air samt har flera interkontinentala linjer till bl.a. Bangkok, Buenos Aires, Chicago, Delhi, Dubai, Hong Kong, Miami, Montreal, New York, Shanghai, Singapore, Tel Aviv och Tokyo.

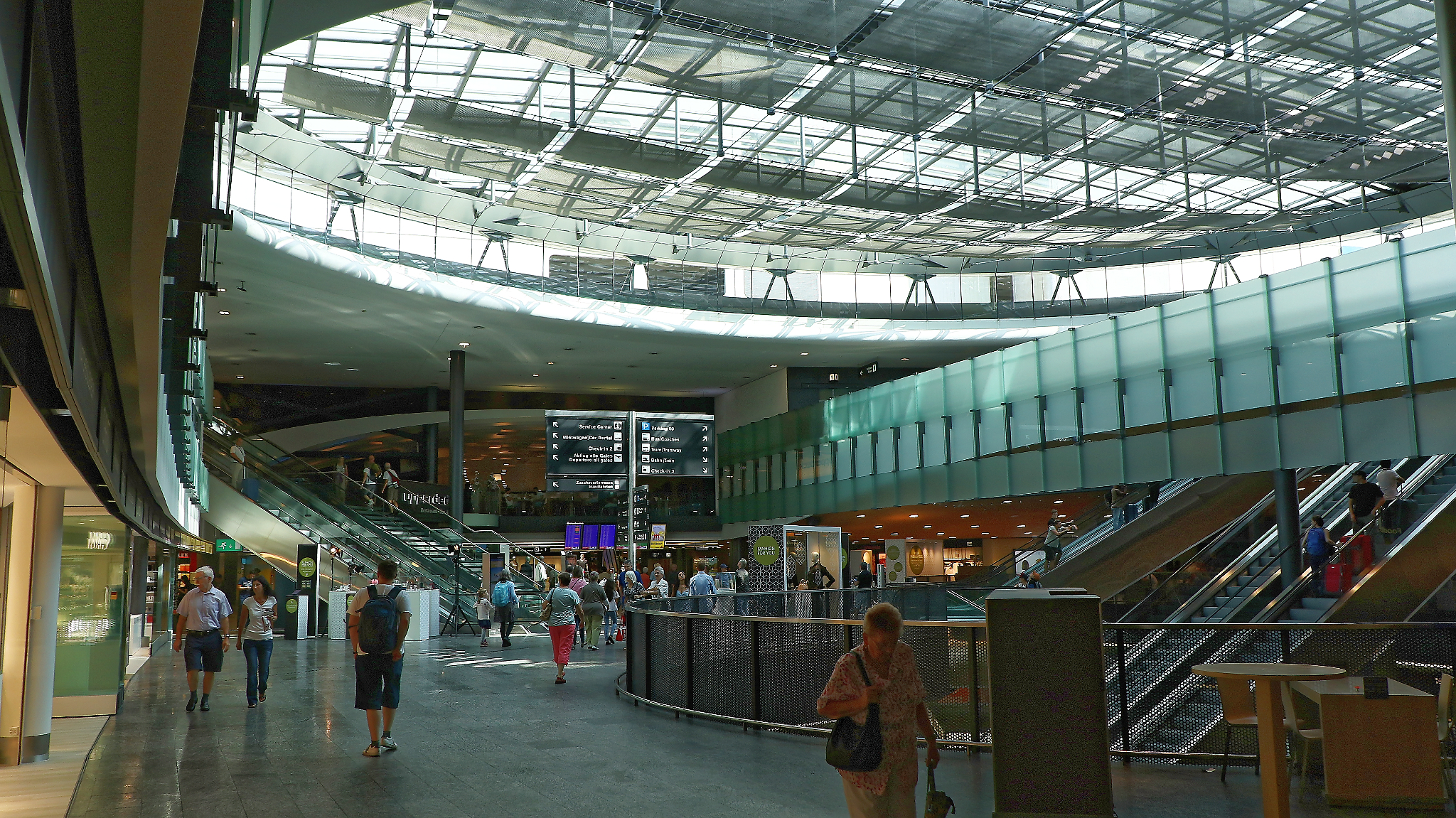
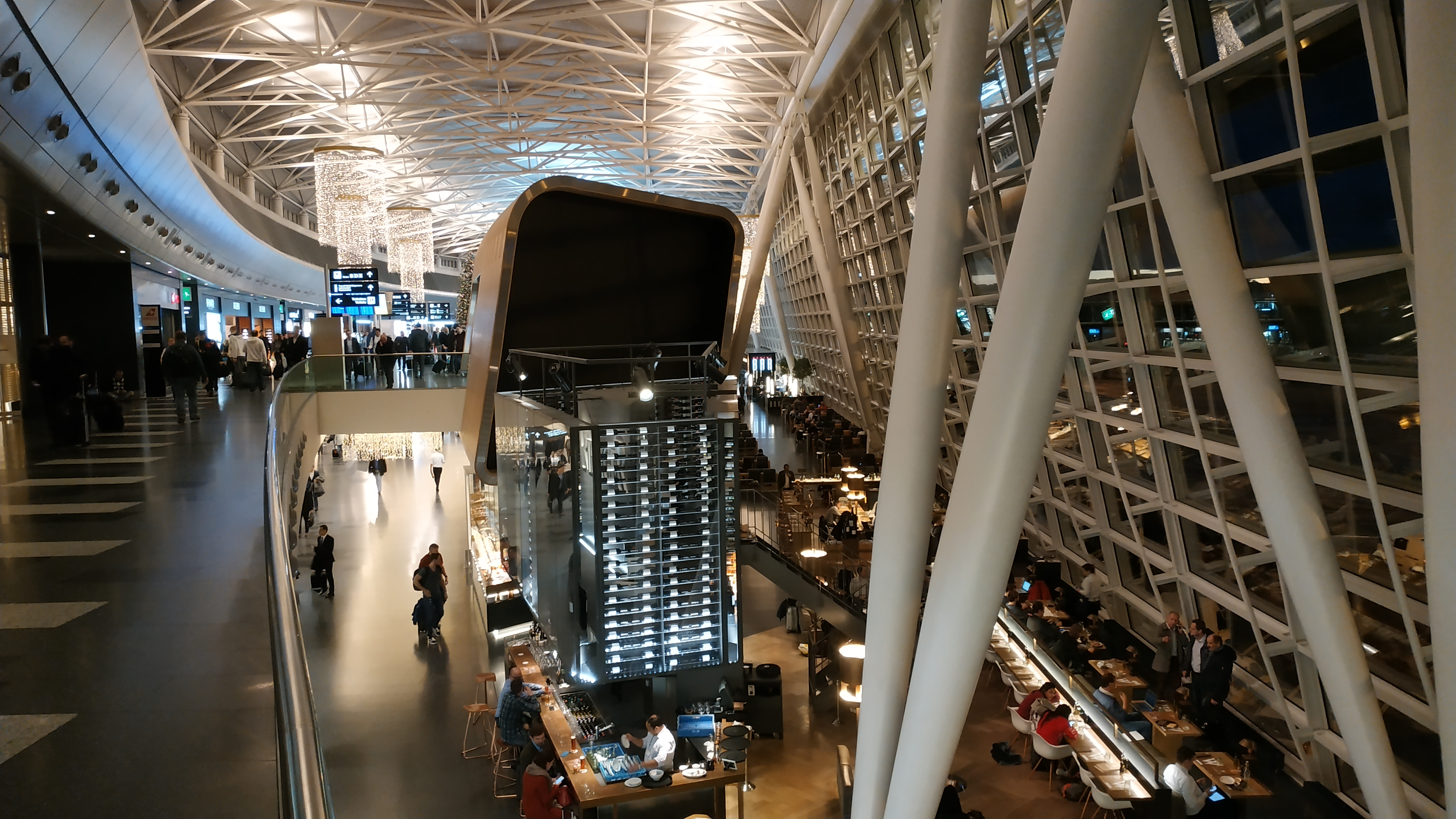
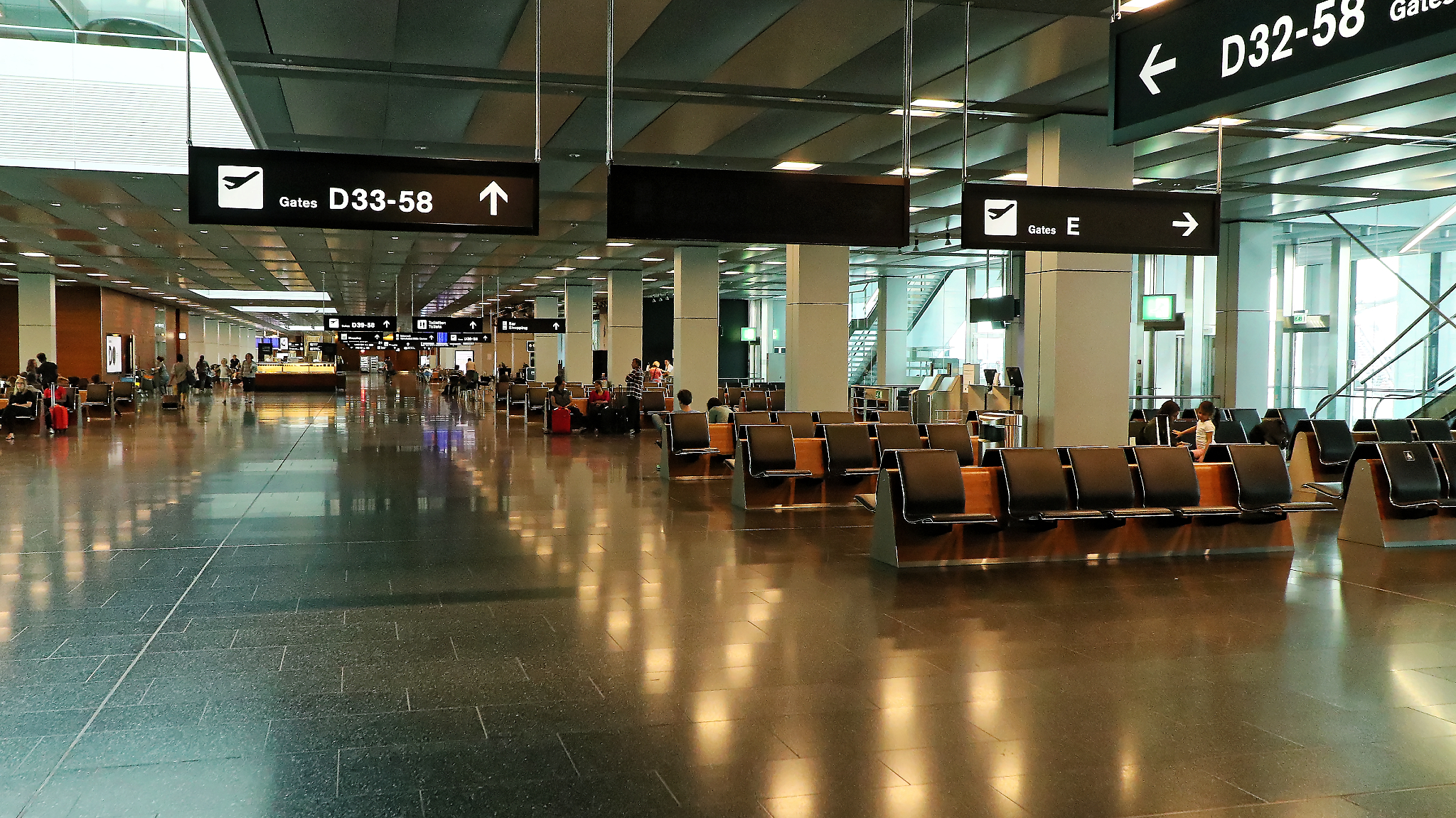
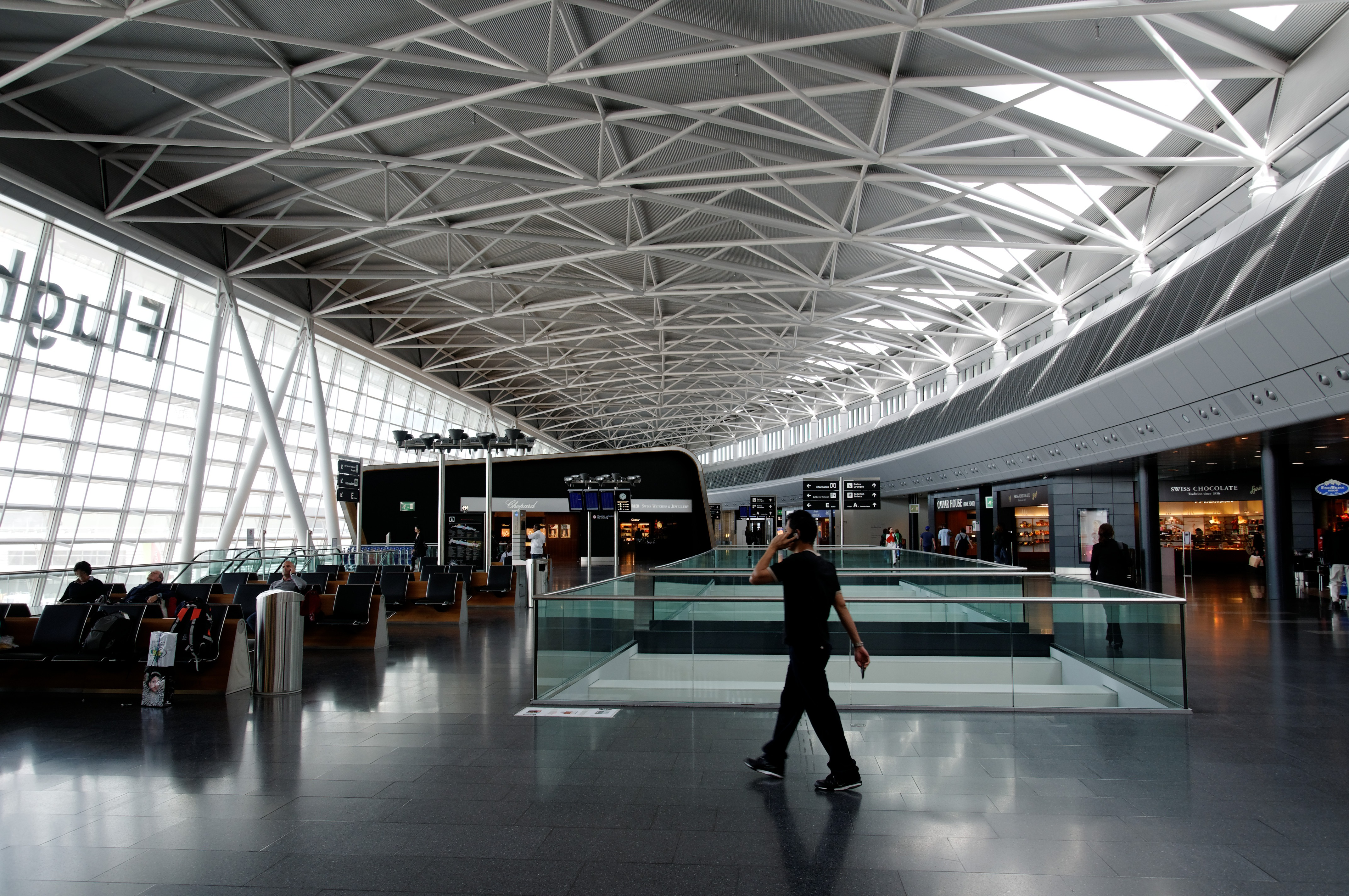
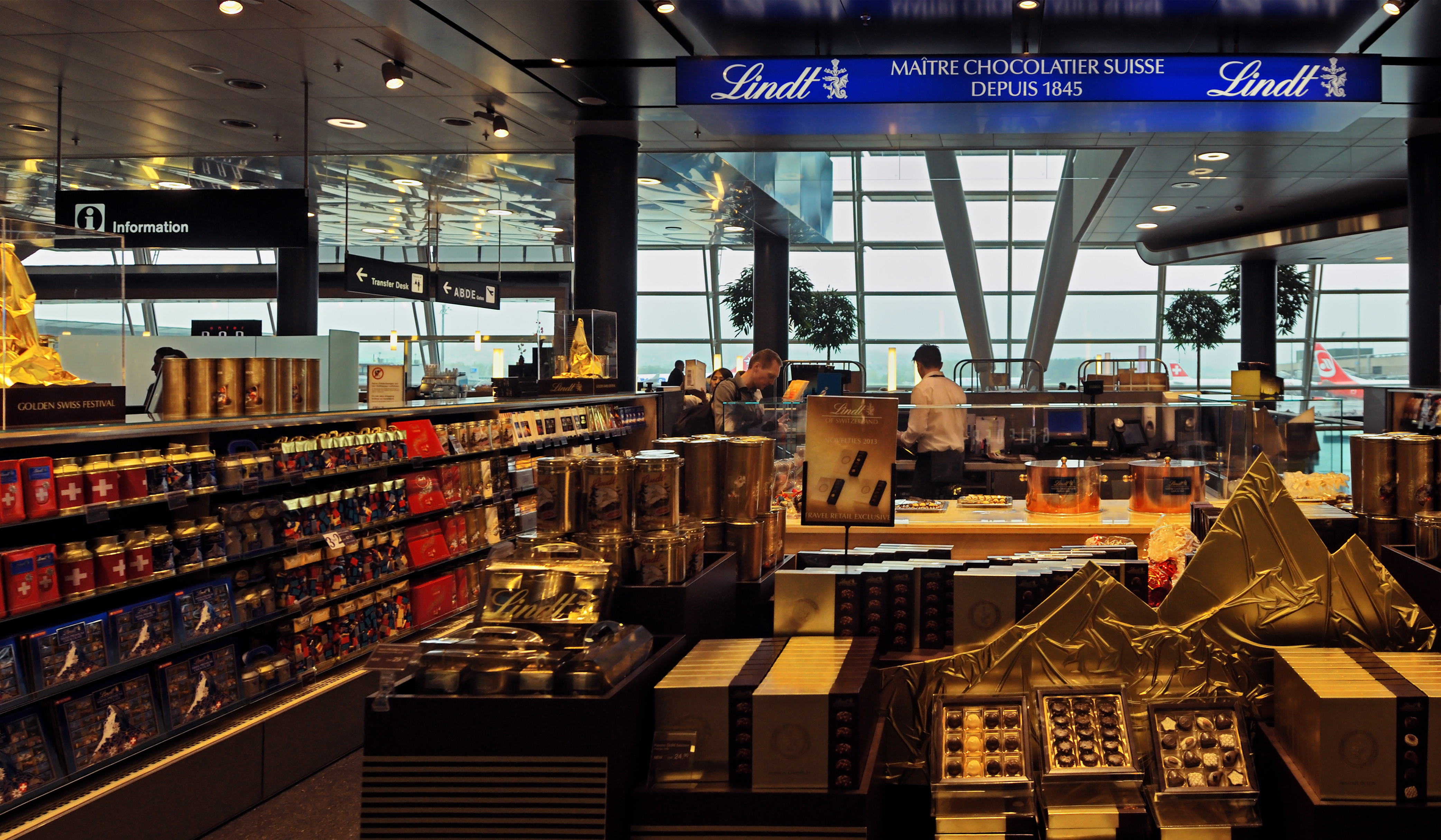
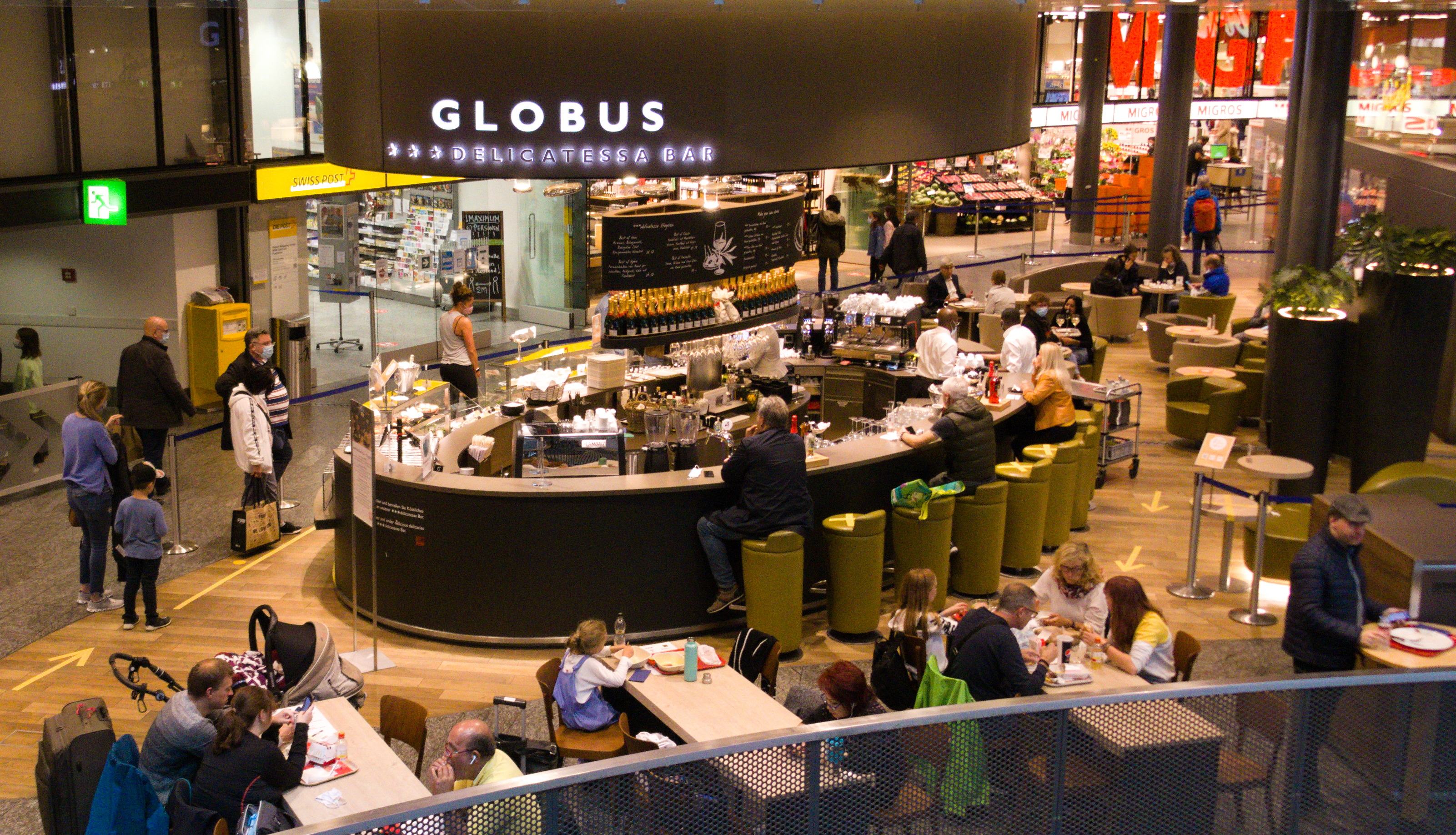
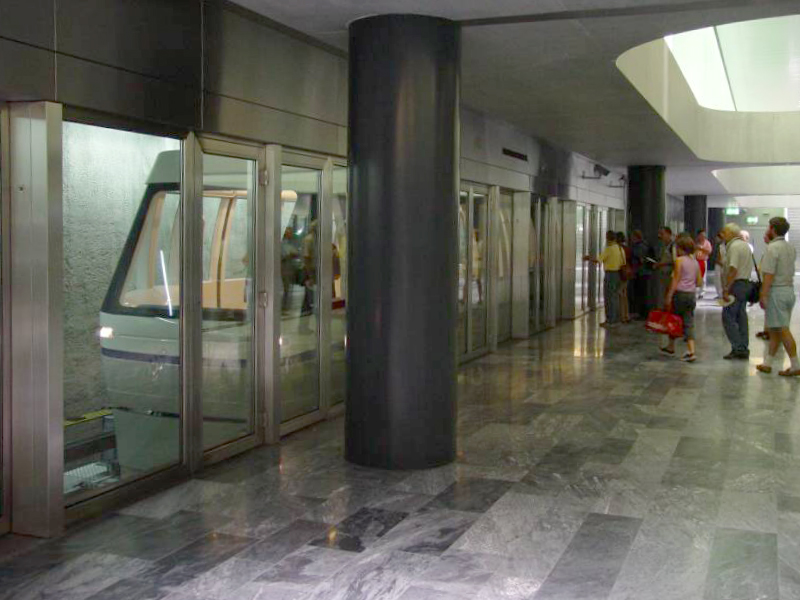
Skymetro
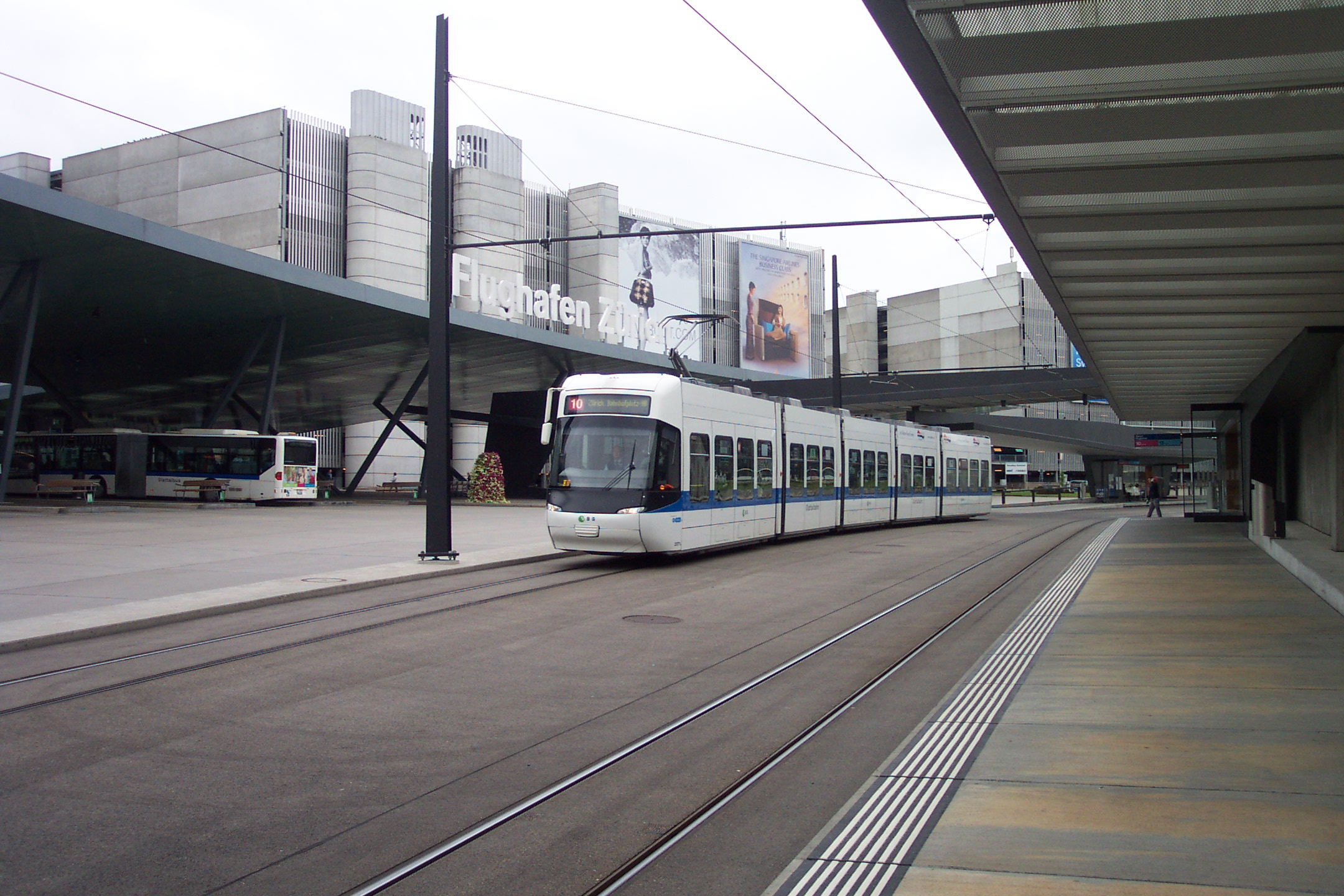
Spårvagn